# Äthiopische Wassermaus
Die Äthiopische Wassermaus (Nilopegamys plumbeus) ist eine extrem seltene oder bereits ausgestorbene Mäuseart aus der monotypischen Gattung Nilopegamys.

## Merkmale
Das einzig bekannte Exemplar der Äthiopischen Wassermaus ist ein Männchen mit einer Kopf-Rumpf-Länge von 148 mm. Die breiten, verlängerten Hinterfüße sind ungefähr 40 mm lang. Die Schwanzlänge beträgt 180 mm. Das Fell ist sehr weich und dicht. Charakteristisch ist der lange, glatte, überdimensionale Schädel, der das größte Foramen magnum und die größte Kapazität von allen bekannten afrikanischen Mäusetaxa aufweist. Die Augenhöhlenregion ist eingedrückt. Augen und Ohren sind sehr klein. Die Oberseite ist fast einheitlich schieferschwarz. Die Unterseite ist annähernd rein weiß.

## Status
Die Äthiopische Wassermaus ist nur durch den Holotypus bekannt, der im März 1927 zwischen Sakalla und Njabarra in der Region Gojjam nahe der Quelle des Kleinen Abbai in 2600 Meter Höhe im nordwestlichen Äthiopien gefunden wurde. Die Terra typica ist heute komplett durch Überweidung zerstört. Daher wurde die Art von der IUCN in die Kategorie vom „Aussterben bedroht“ (critically endangered) klassifiziert. Trotz mehrfacher Suchen wurde das Taxon bis heute nicht mehr nachgewiesen. Deshalb kann nicht ausgeschlossen werden, dass die Äthiopische Wassermaus bereits ausgestorben ist.

## Systematik
Nilopegamys wurde 1928 von Wilfred Osgood als eigenständige Gattung beschrieben. 1939 und 1941 wurde diese Klassifizierung von Glover Morrill Allen und John Reeves Ellerman übernommen. 1966 synonymisierte Robert William Hayman die Gattung Nilopegamys mit der Gattung Colomys. Seitdem wurde das Taxon häufig als Unterart der Afrikanischen Wasserratte (Colomys goslingi) betrachtet.
In einer Neubeschreibung der Gattung Nilopegamys legten die Zoologen Julian Kerbis Peterhans und Bruce Patterson 1995 die morphologischen Unterschiede zwischen der Äthiopischen Wassermaus und der Afrikanischen Wasserratte dar. Beide Taxa haben ein samtweiches Fell, dessen Färbung scharf zwischen der dunklen Oberseite und der weißen Unterseite kontrastiert. Nilopegamys ist größer als Colomys, hat breitere Füße mit behaarten Rändern und proportional kleinere Ohrmuscheln. Darüber hinaus legt die Größe des Foramen magnum und der Medulla oblongata die Vermutung nahe, dass die Äthiopische Wassermaus viel stärker an eine amphibische Lebensweise angepasst ist, als jedes andere afrikanische Mäusetaxon, einschließlich der der Afrikanischen Wasserratte.